# Koloběžka
Koloběžka je dopravní prostředek, který je poháněn odrážením se jednou nohou od země, zatímco druhá noha stojí na plošině nízko nad zemí, která spojuje zadní kolo s řídítky a předním kolem. Koloběžka se ovládá pomocí řídítek podobně jako jízdní kolo. Koloběžky bývají vybavené i brzdami, a to buď nožní, která třením brzdí přímo zadní kolo, nebo klasickými brzdícími třením o ráfek, jaké se opět používají na jízdních kolech. Některé koloběžky jsou vybaveny kotoučovými brzdami a někdy i hydraulickými brzdami.

## Popis
Koloběžek se vyrábí mnoho typů, kromě jednoduchých dětských můžeme zhruba od roku 2000 narazit na speciální minikoloběžky s kolečky jako u in-line kolečkových bruslí. Relativní oblibě se těší i bohatě vybavené koloběžky po dospělé v silniční či crossové konstrukci. Specialitou pak jsou koloběžky pro několik osob. Na těchto koloběžkách je možno někdy dosahovat i cestovní rychlosti srovnatelné s kolem.
Koloběžky jsou také někdy tahány psy (tzv. mushing). Velikosti kol koloběžek se pohybují od zhruba 10 cm na minikoloběžkách až do 70 cm, tedy velikosti běžné u cestovních jízdních kol. Na koloběžkách se pořádají závody i na mezinárodní úrovni. Sportovní koloběžkářskou velmocí je Finsko, těsně následované Českem. Koloběžka má v Česku dlouholetou tradici a je zde také velmi oblíbená mezi dospělými. Zřejmě díky tomu existuje několik významných místních výrobců, z nichž většina pochází z Moravy.

## Historie
Na konci 19. a začátku 20. století se objevily na silnicích různé druhy motocyklů (či motorcyklů) se zcela malými kolečky; r. 1894 od firmy „Hildebrand & Wolfmüller“, r. 1902 ve Francii „Auto-Fauteuil“ (česky tzv. lenoška), r. 1919 „Krupp-Roller“ od společnosti Friedrich Krupp AG a „autoped“ od americké „Autoped Company“. Z této konstrukce byl v USA odvozen motocykl „ner-a-car“, který měl motocyklová kola, ale jeho prostor před sedlem byl volný, přední kolo bylo zavěšeno na podvozku motocyklu a řízeno obdobně jako u automobilu. Všechny tyto motocyklové konstrukce časem z různých důvodů zanikly (nesportovní vzhled, obtížná výroba, nezájem ze strany spotřebitelů).
Uplynulo několik let a mládež se začala prohánět na známých koloběžkách s malými kolečky, spojenými stupátkem a s vysokými řídítky. Vyráběly se jednoduché dřevěné, postupně přepychově vybavené a jezdily na nich děti všech tříd. Jízda na koloběžce se považovala za zdravý sport. V Hollywoodu se na koloběžce („scooter”) pro udržení štíhlé linie začaly prohánět slavné filmově hvězdy, které se na ní nechaly fotografovat v koupacích oblecích. Právě v Hollywoodu byl k novodobé koloběžce připojen motorek. Z původní atrakce se slabounkým motorem (asi 100 cm³) a dvěma malými kolečky se postupně zrodil nový dopravní prostředek. Automobily, motocykly a jízdní kola byly z počátku záležitostí dospělých a pozvolna se jejich dřevěné repliky dostaly do hračkářských obchodů.
Koloběžka.
Koloběžka jako drak
letí volně jako pták.
S cesty, kluku ušatý,
než ti vjedu na paty.
Utíkej, kočičko, s cestičky,
nebo ti přejedu nožičky.
O. Schamanová, 3. tř. ob. školy, 1930/31

### Koloběžka jako dětská hračka
V roce 1904 přišel Rudolf Hirsch v Duchcově s výrobou dětských kočárků a jeho závody „HIKO-Werke“, pro výrobu železných a dřevěných výrobků, postupně rozšířily výrobní sortiment také o výrobu dětského nábytku a pojízdných hraček jako byly dětská autíčka, dvojkolky, tříkolky a koloběžky. Po smrti Rudolfa Hirsche vedla závod ovdovělá spolumajitelka Irma Hirsch, která v roce 1938 založila akciovou společnost „HIKO-Werke AG“.
Měla jsem nedávno příležitost navštíviti „Hiko“-závody v Duchcově a viděla jsem tam hotové poklady pro děti. Podnik se hlavně zabývá výrobou dětských kočárků. Sta dělníků zde pracuje pro děti a není šetřeno žádné námahy, aby tyto výtvory byly dokonalé. Neboť dětský kočárek není věc jednoduchá. Má býti pěkný, pohodlný, prostranný, dobře čalouněný a pérovaný – a tyto vlastnosti mají kočárky značky „Hiko“. V „Hiko“-závodech vyrábí se dále dětský nábytek, jednoduchý a elegantní, pěkný a hlavně trvanlivý. Taková kombinovaná židle je určena jak pro jídlo tak i pro hraní. Že nejmilejší hračkou holčiček jest stále panenka, není zapotřebí zdůrazňovati. A pro ně jsem v „Hiko“-závodech viděla roztomilé kočárky. Pro hochy jsou zde trojkolky, koloběžky a autíčka. Vesměs solidně provedené, neboť jest zde známo, jak naši malí umí ničit. Heslem jest zde: vše pro dítě a vše dobré a toto heslo „Hiko“-závodů by mělo být také heslem všech rodičů.
Měsíc, ilustrovaná společenská revue, 1934, číslo 5

Jako první český závod přinášel dětská autíčka, velocipedy, tříkolky a vylepšené koloběžky ve 30. letech Autosalon malých v Praze. V Československu se nejprve vyráběla koloběžka ve dřevěném provedení s gumovými koly a v ceně kolem 40 Kč. Teprve 40. letech 20. století se rozběhla také sériová výroba koloběžky v kovovém provedení a s gumovými nafukovacími koly v kuličkových ložiscích, s niklovanými blatníky, nožní brzdou a zvonkem. V obchodech byla k dostání za 200 Kč.
Dejte dětem příležitost ukázat, co dovedou. Pěstujte jejich sebevědomí, odvahu a duchapřítomnost, budou ji v životě potřebovat. Nejlepším lékem pro nesmělé, zakřiknuté děti je dát jim příležitost, aby mohly v něčem vyniknout nad své kamarády. Pamatujete si přec, že mezi malými kluky nejvíce platili ti silní, obratní a odvážní. . . Ostatně dítě již samo touží po pohybu, vzrůstu a sílení, po uplatnění se — napodobováním dospělých ve hře i zábavě. Jak rád takový capart „šoféruje”, jak touží po autíčku, tříkolce, velocipédu či koloběžce! Vyhovte velkému přání malého srdíčka, nelitujte těch málo peněz, jež výhodně uložíte pro dobro Vašeho miláčka. Kupte však věc solidní, bezpečnou. Můžeme Vám doporučit! jediný odborný závod dětskými vozidly, „Autosalon malých” fy J. Jaňour v Praze II., Havlíčkovo nám. 34. Ochotně Vám tam poradí a levně nabídnou z velké zásoby to nejvhodnější.
Měsíc, ilustrovaná společenská revue, 1934, číslo 5

### Motorová koloběžka
Populárně technický časopis „Vynálezy a pokroky” přinesl v roce 1936 zprávu o motorové koloběžce (německy Motorroller, anglicky motor scooter), která byla sestrojena v Americe. V roce 1938 se již motorová koloběžka objevila v londýnských ulicích.
Motorová koloběžka. V Americe byl sestrojen dopravní prostředek, jenž se svým vzhledem značně podobá dětské koloběžce, od které se liší sedlem, motorovým pohonem a některými jinými technickými detaily. Pod sedlem je čtyřtaktní jednoválcový motor 0'5 k. s., kterým se dosahuje rychlosti až 35 km/hod. při spotřebě 4 l benzinu na 100 km. Vozidlo jest ovládáno dvěma pedály; jeden ovládá spojku, druhý brzdu. Měkké jízdy je dosaženo pružinovými závěsy a pneumatikami 16 x 4. Kola jsou vložena do blatníků, jež zakrývají jejich horní polovinu. Koloběžka váží 80 kg a má délku necelé 2 m.
Vynálezy a pokroky, 1936, číslo 17
Vodní koloběžka. Tak máme nejen vodní skauty, ale i vodní koloběžku. Před několika týdny jsme četli v našich novinách o novém českém vynálezu — koloběžce s pomocným motorkem. Její cena prý bude asi 2.000 Kčs. Několik dni poté jsme dostali ze Švédska obrázek dalšího zdokonalení koloběžky, vodní koloběžku. Je vidět, že toto první dopravní vozidlo všech kluků se stává středem pozornosti dospělých. Vodní koloběžka je poháněna šlapáním na dvě vodorovná pádla. Vzadu je kormidlo, kterým je řízen směr. Toto kormidlo je spojeno tenkým lanem s řidítky.
Junák, časopis pro dospívající mládež, 26.09.1946

Motorových koloběžek se ve Spojených státech amerických vyrobilo v roce 1938 kolem 5 000 kusů a v dalším roce jejich výrobců přibývalo. Motor na koloběžce byl zakryt a na něm umístěno sedátko pro jezdce. Koloběžka — nazvaná «Scooter» — dostala pérování předního kola, elektrické osvětlení, aerodynamické tvary a byla přizpůsobena silničnímu provozu. Nejprve na ni jezdila mládež, pak pro dodávky drobného zboží po městech obdržela velký kufr, lehký postranní vozík i dvoukolový přivěs. Motorovou koloběžku si s sebou brali lidé na výlety autem na drobné pochůzky při táboření v přírodě. Nakonec byla motorovou koloběžkou vybavena také policie. Obyčejná motorová koloběžka dosahovala v roce 1940 rychlosti až 50 km za hodinu a měla spotřebu 2 až 2,5 litru na 100 km. Vyráběla se v nejrůznějším provedení, což umožňovala pásová výroba a využití standardních dílů. V USA se dokonce prodávala ve stavebnicovém provedení, takže si ji amatér mohl doma sám složit. Její cena se pohybovala od 70 asi do 120 dolarů, což činilo v tehdy 2 000 až 3 500 Kč. Její malá kolečka vyžadovala dobré a rovné vozovky.

## Fotogalerie

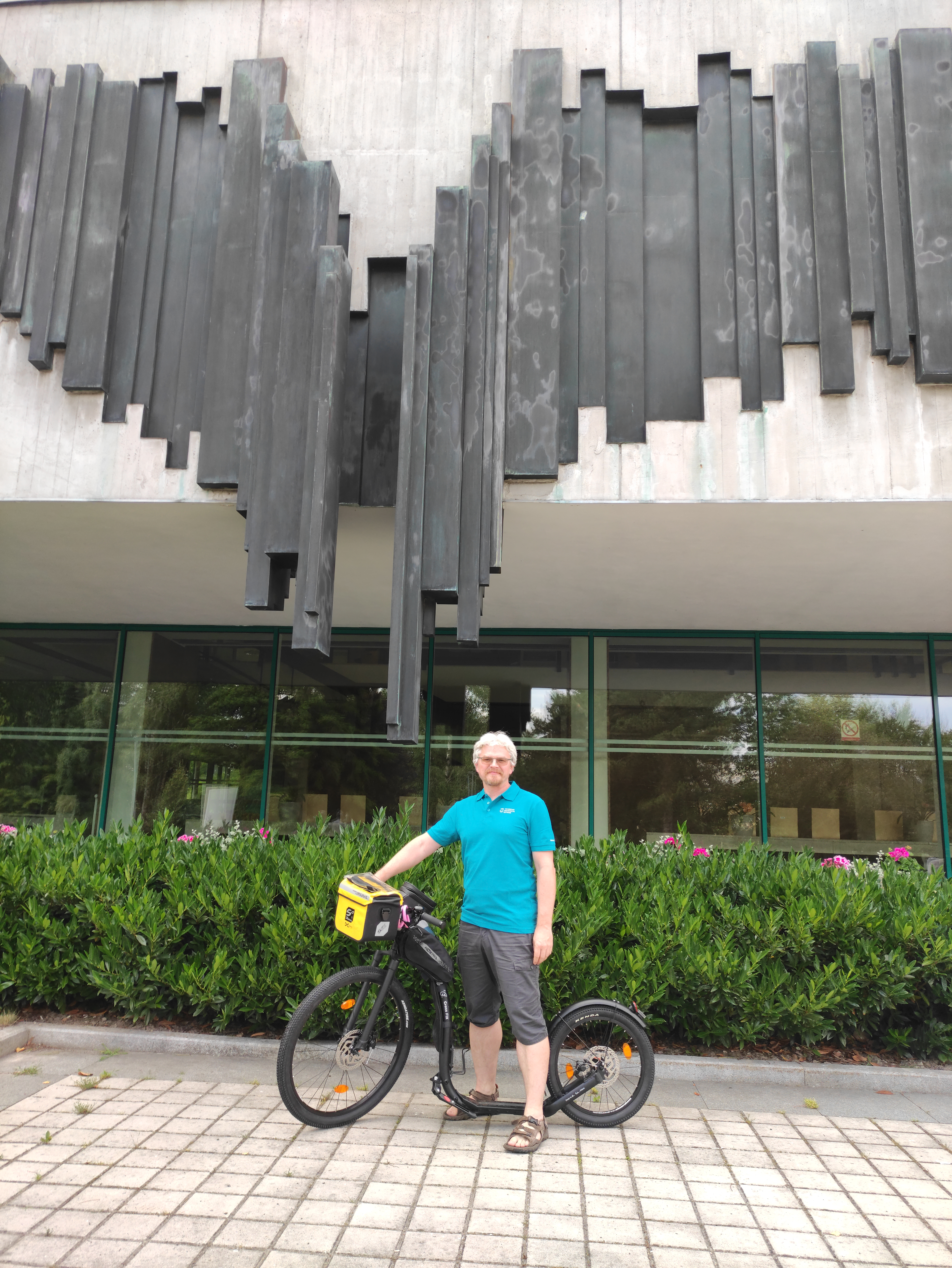
Terénní koloběžka s lehkými zavazadly, VŠB-TU Ostrava
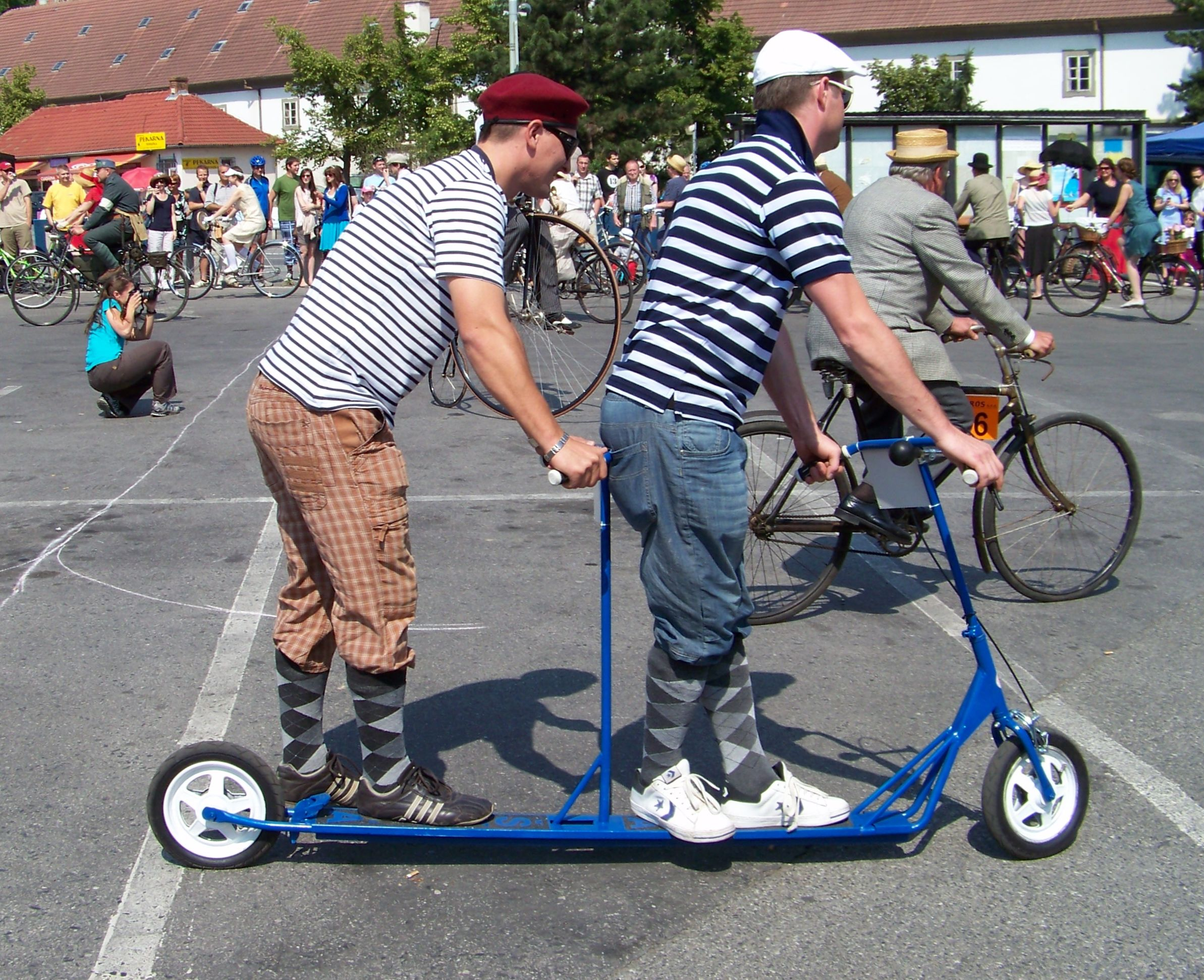
Tandemová koloběžka
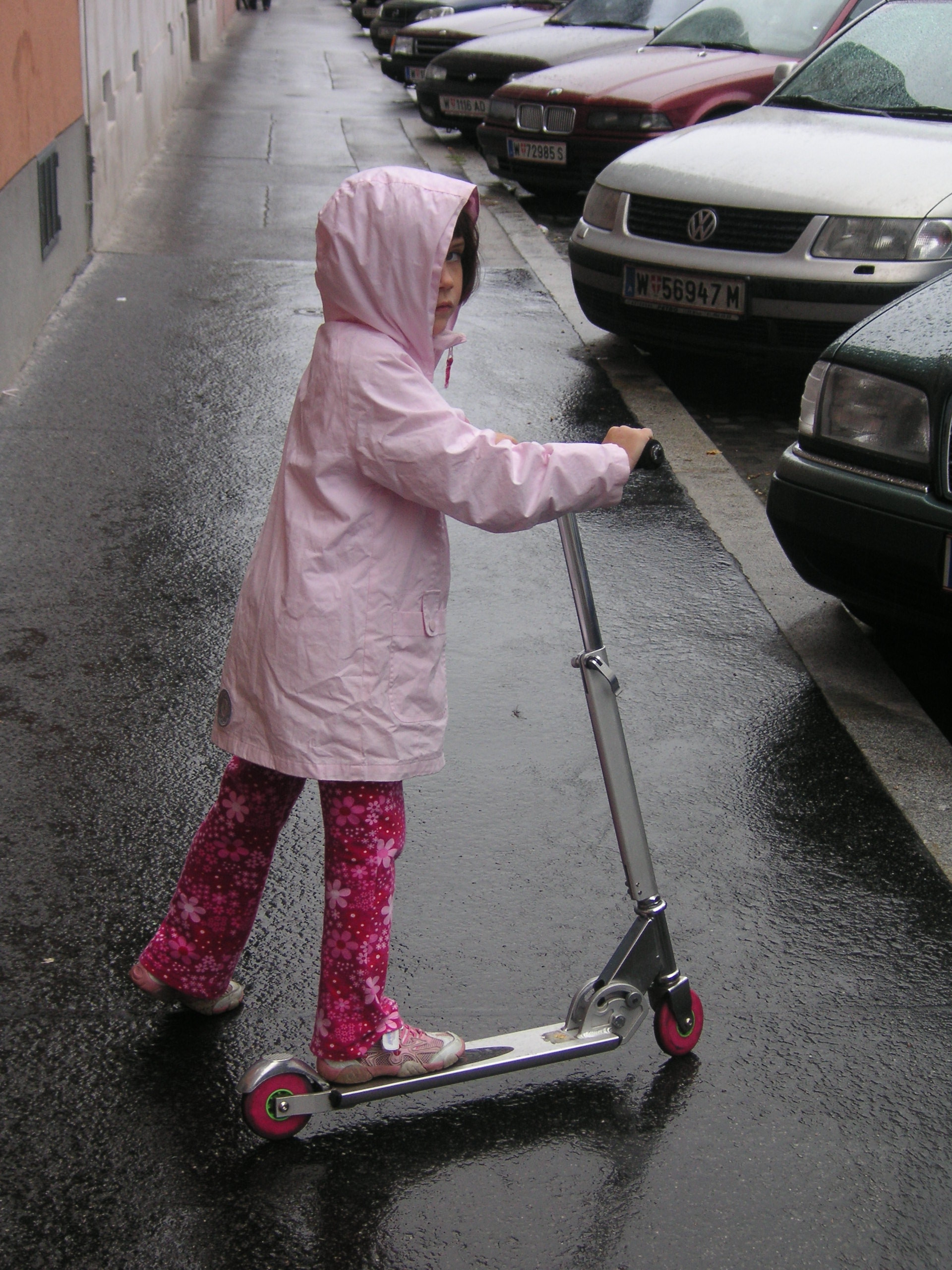
Dítě na minikoloběžce
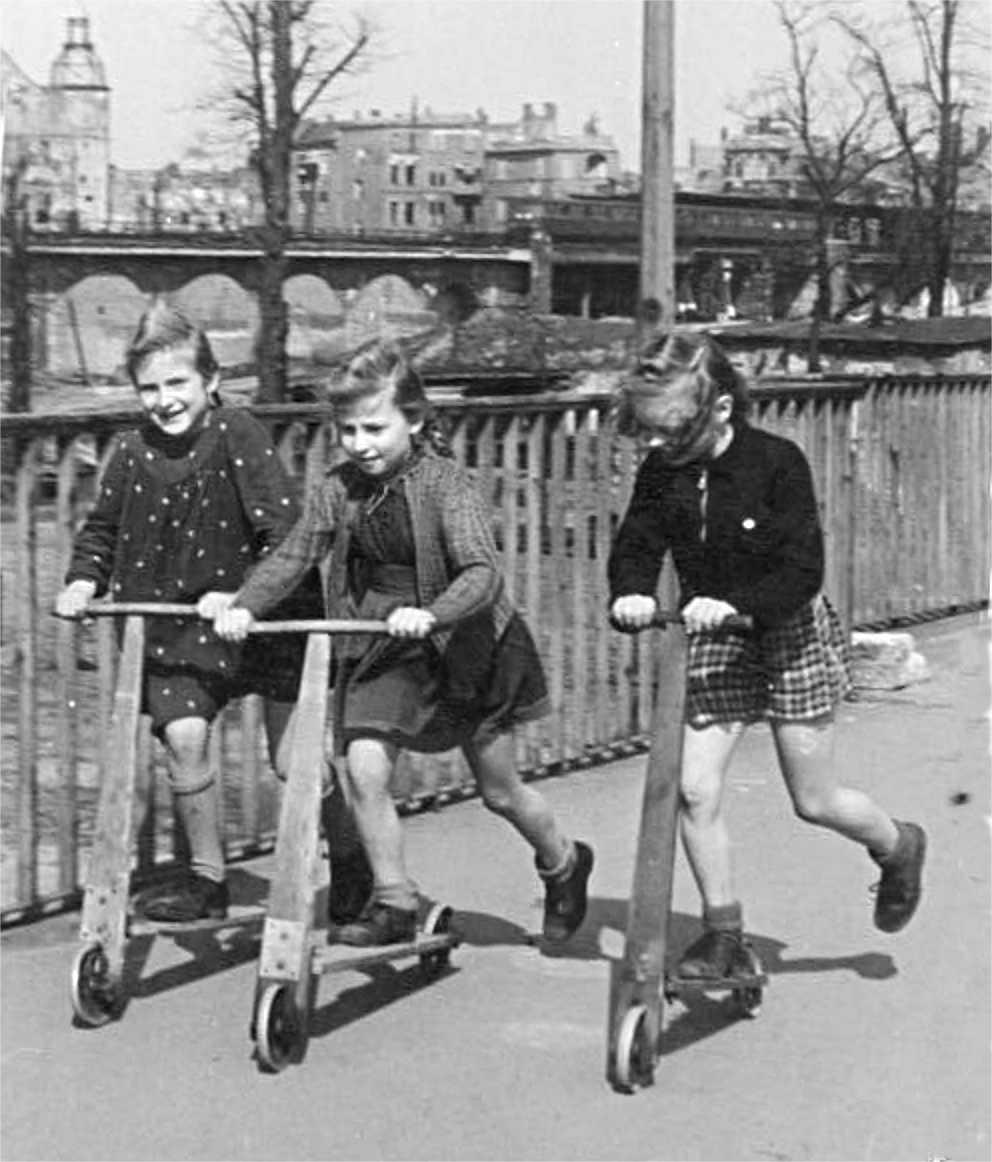
Pouliční scéna z Berlína r. 1948, děti s dřevěnou koloběžkou
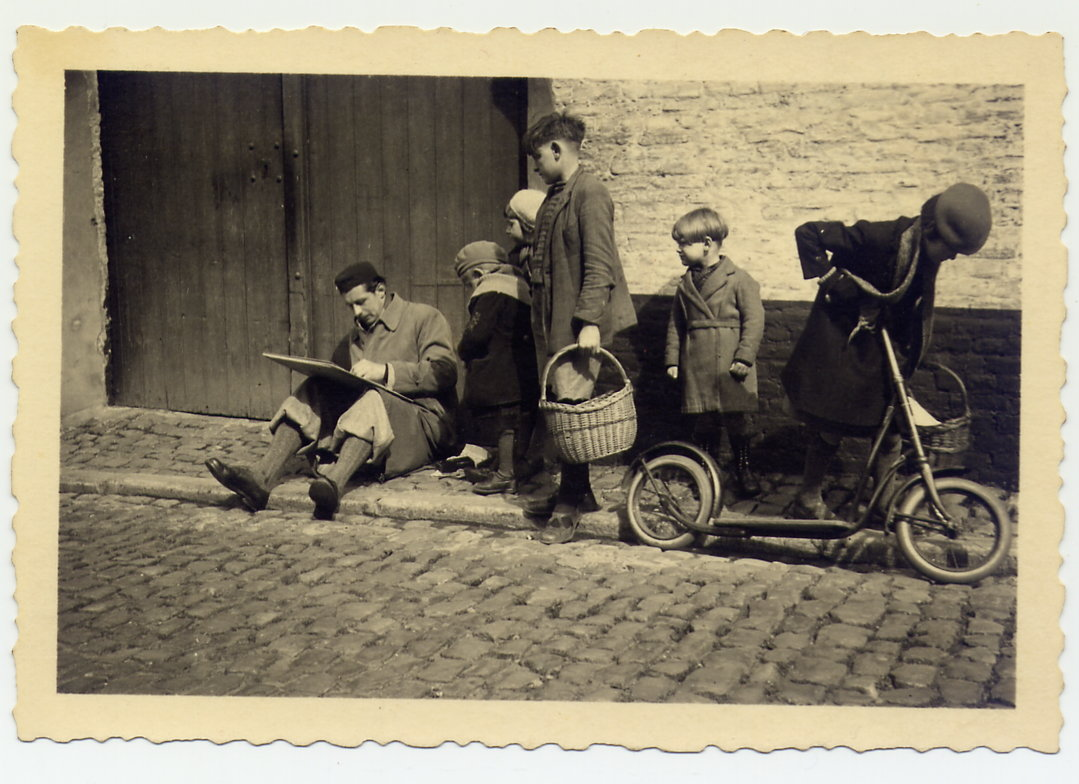
Pouliční scéna s kovovou koloběžkou s koly v kuličkových ložiscích, Francie 1936
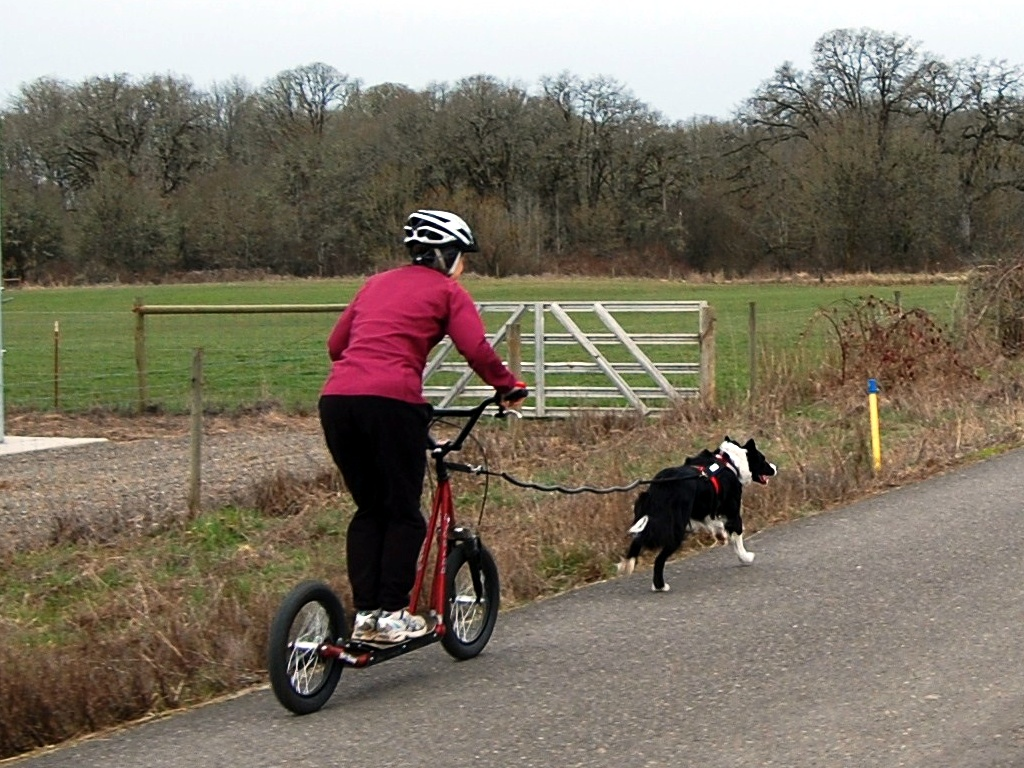
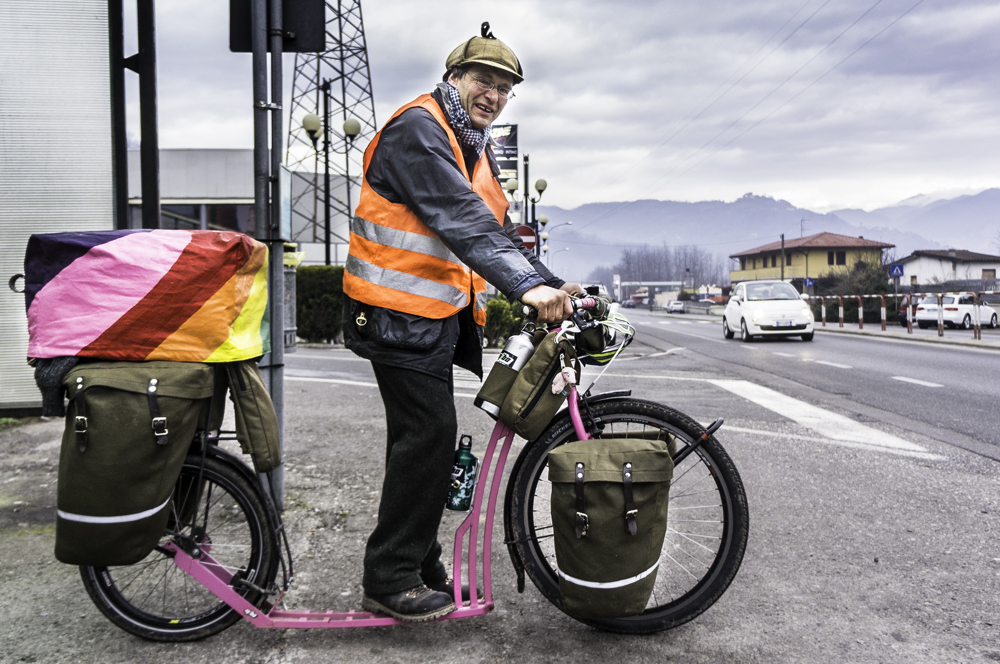
Cestování na koloběžce
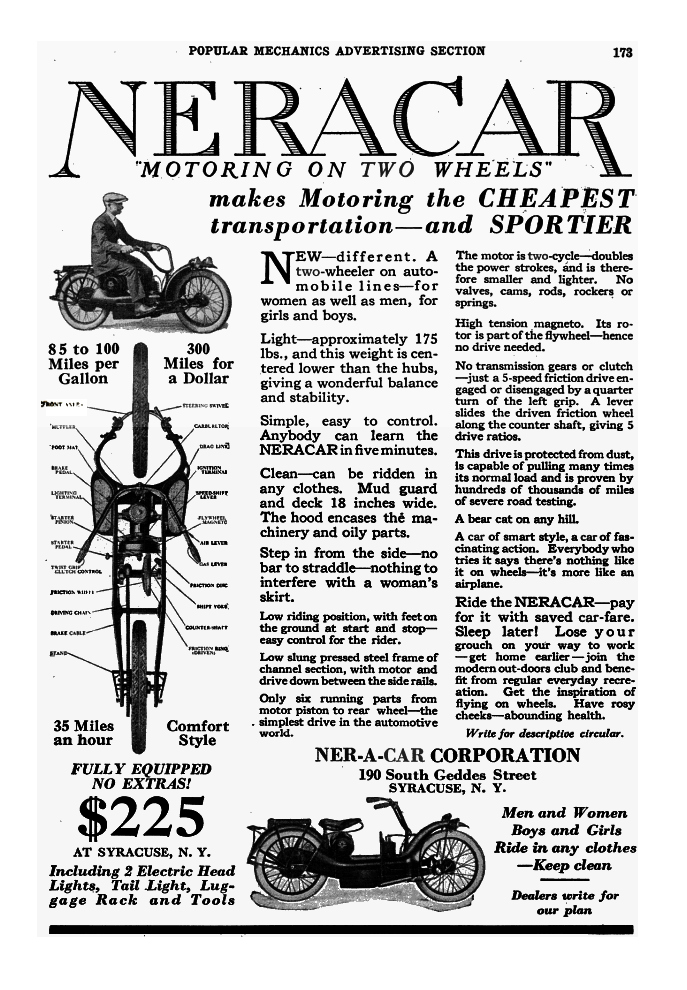
Ner-a-Car v červenci 1922
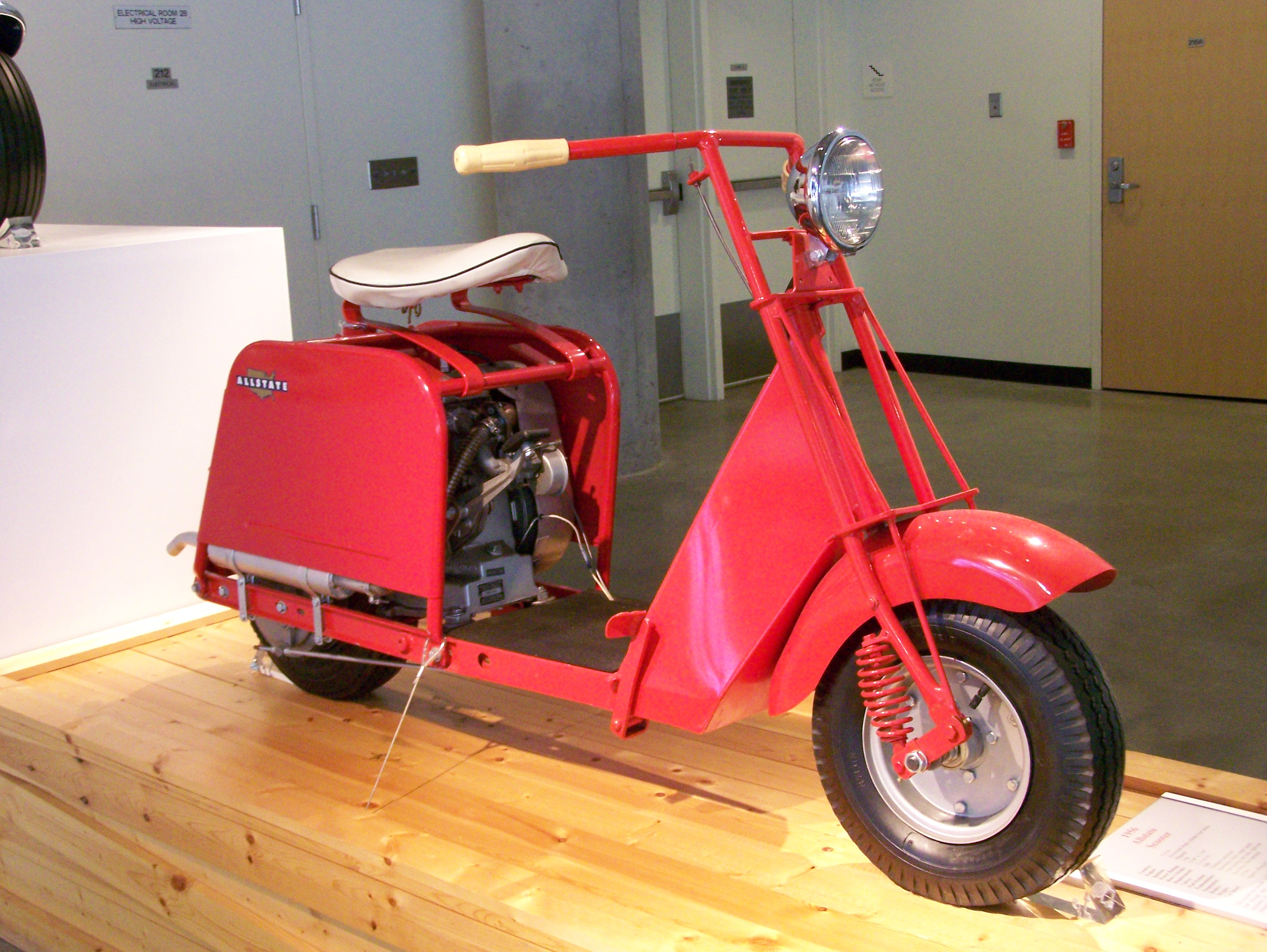
Cushman Company „scooter” z roku 1936
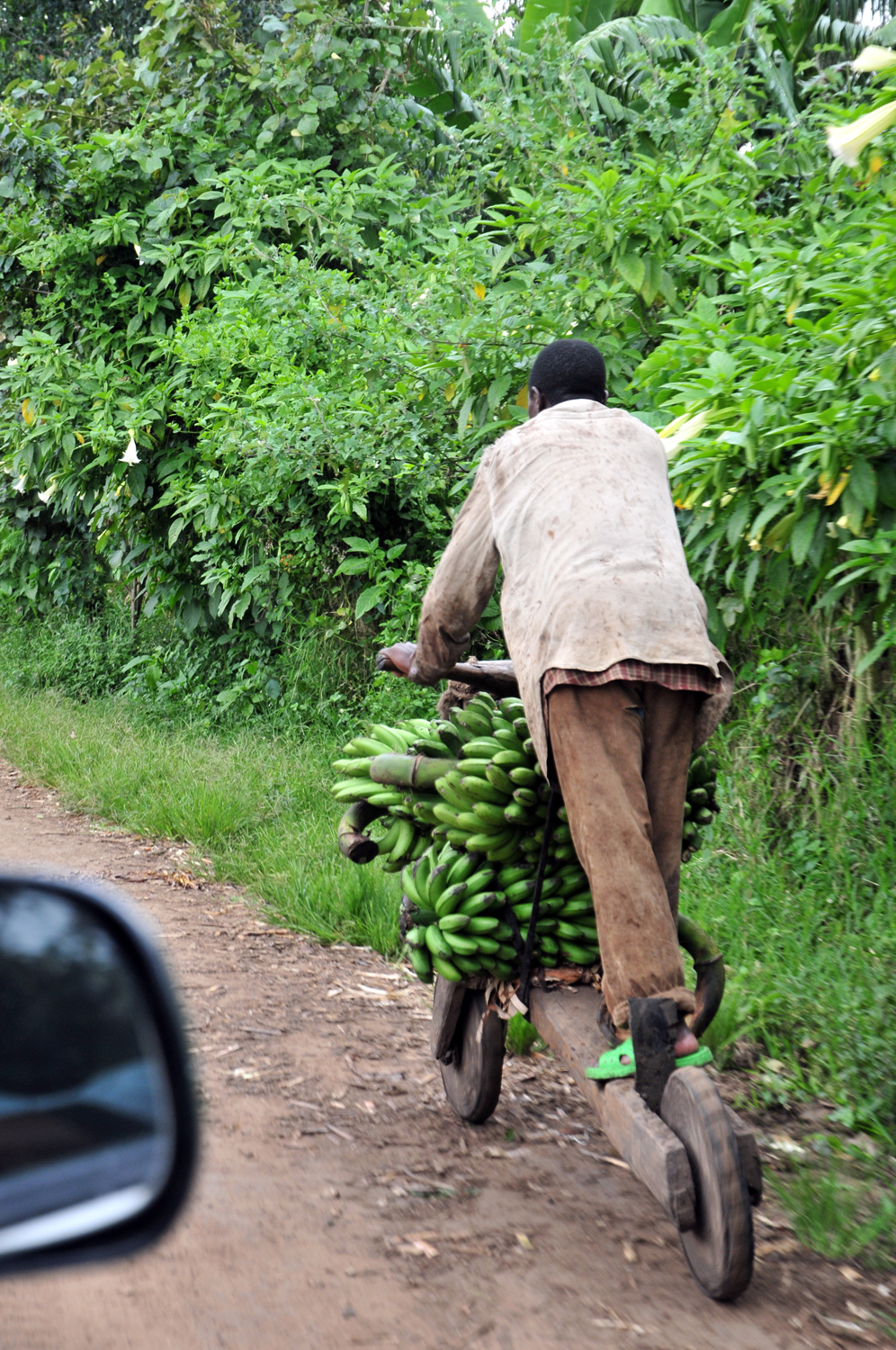
Čukudu
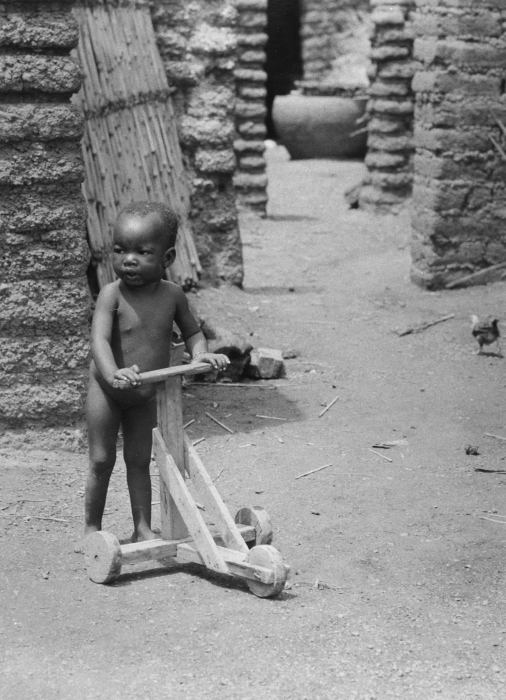
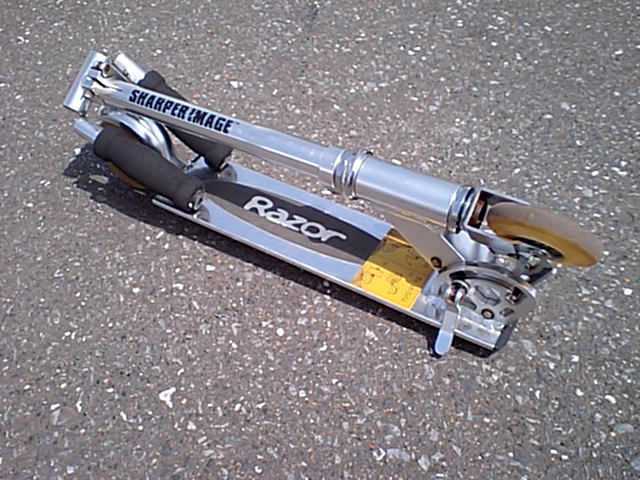
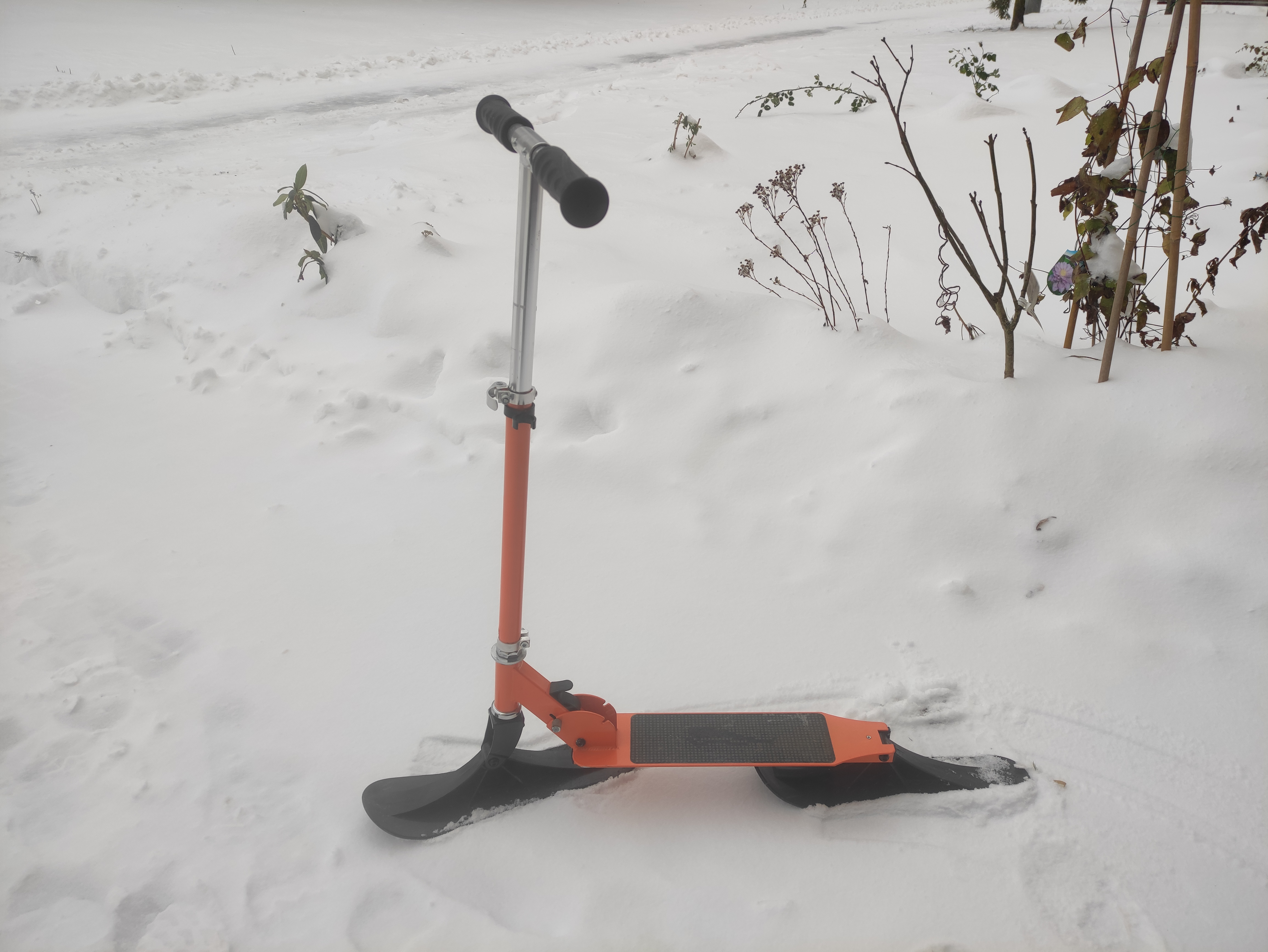
Sněhoběžka – netradiční „koloběžka“ s lyžemi
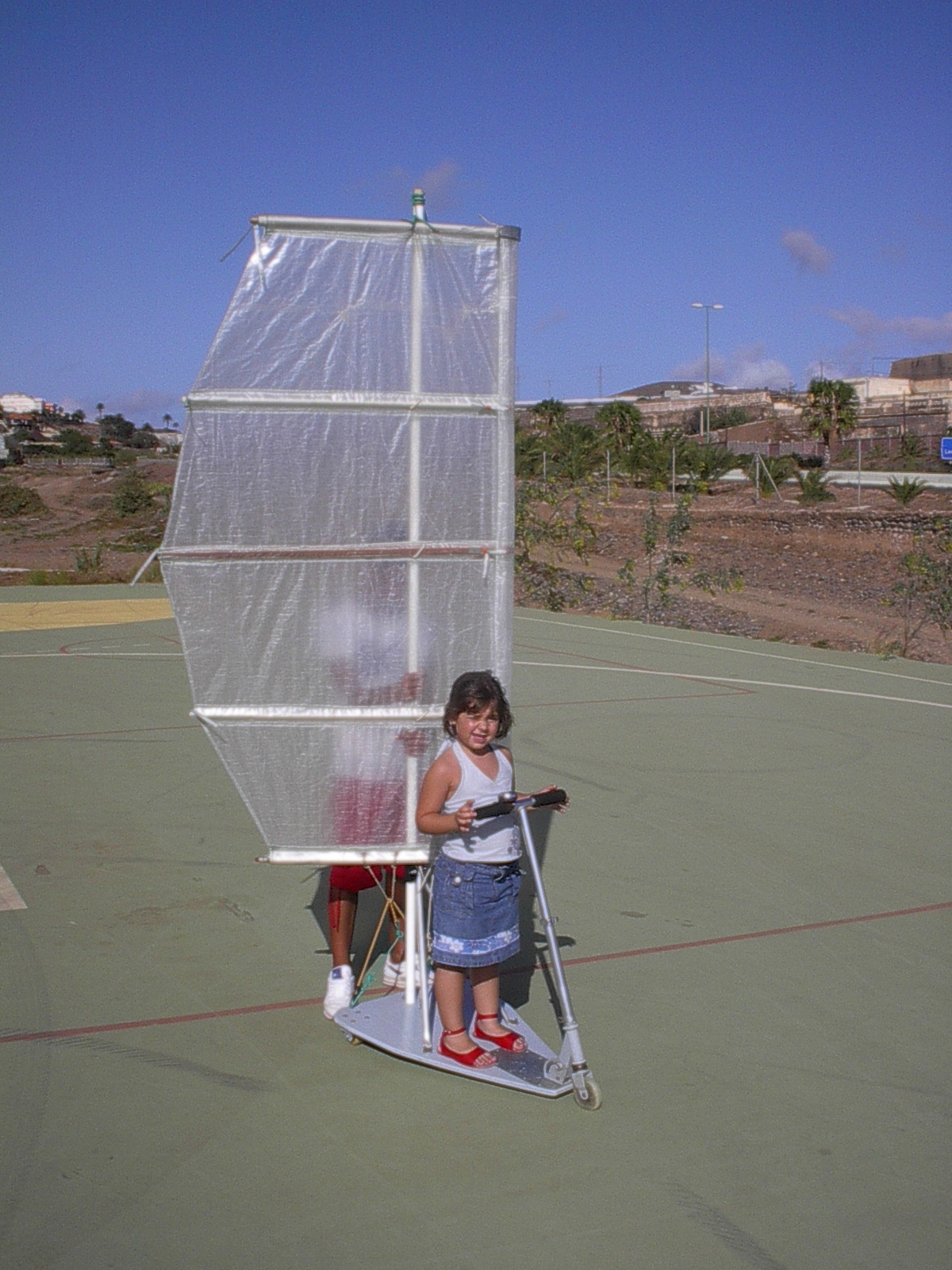

## Koloběžka na pozemních komunikacích
V Česku stanoví § 57 odst. 2 zákona č. 361/2000 Sb., o provozu na pozemních komunikacích: „Jízdním kolem se z hlediska provozu na pozemních komunikacích rozumí i koloběžka.“ Naproti tomu osoba na lyžích nebo kolečkových bruslích se považuje § 2 písm. j) téhož zákona za chodce, přičemž v některých ustanoveních (§ 57 odst. 7) je s nimi jmenovaná ještě osoba na „obdobném sportovním vybavení“. Do tohoto pojmu by kromě například skateboardu koloběžka mohla spadat rovněž.
Z formulace zákonů však není zřejmé, zda se koloběžka považuje za jízdní kolo i z hlediska nároků na vybavení, například osvětlení atd. Podle prováděcí vyhlášky Ministerstva dopravy o schvalování technické způsobilosti a o technických podmínkách provozu vozidel na pozemních komunikacích se pro účely této vyhlášky považují i koloběžky za jízdní kola – teoreticky tedy na ně platí všechny technické požadavky kladené na jízdní kola (např. dvě nezávislé brzdy, zabezpečení ostrých hran a konců, odrazky a světla včetně odrazek na pedálech a z boku atd., vyznačení výrobního čísla).

## Typy moderních koloběžek
Na trhu jsou nyní k dostání vesměs 3 základní druhy koloběžek:
- freestylové koloběžky (neboli scootery): tedy koloběžky do skateparků, na u rampy, pro tvorbu nejrůznějších triků
- skládací městské koloběžky s nebo bez nafukovacích kol: lehké skládací koloběžky pro pohodlný pohyb po městě s denním využitím
- silniční nebo offroadové koloběžky s velkýma kolama a případně i mushering.
- elektrické koloběžky: jedná se o koloběžky poháněné elektromotorem, liší se výkonem motoru a dojezdovou vzdáleností

Pro zlepšení rovnováhy za jízdy mohou mít koloběžky také 3 nebo 4 kola.
Existují také další novodobé dopravní prostředky vycházející z konstrukce koloběžky, např. sněhoběžka.

## Sport
V koloběhu se pořádá také mistrovství světa a mistrovství Evropy, které mají několik disciplín (obdobně jako běh). Prvním českým mistrem světa byl Michal Kulka v tzv. dlouhém závodu (32 km).